# كولن كريبس
كولن كريبس هو منتج أسطوانات وموسيقي وكاتب أغاني كندي، ولد في 26 يناير 1961 في هاميلتون في كندا.

## وصلات خارجية
- كولن كريبس على موقع IMDb (الإنجليزية)
- كولن كريبس على موقع ميوزك برينز (الإنجليزية)
- كولن كريبس على موقع أول ميوزيك (الإنجليزية)
- كولن كريبس على موقع ديسكوغز (الإنجليزية)